# Šarena pečurka
Šarena pečurka, poznata i kao otrovna pečurka (lat. Agaricus moelleri) je otrovna gljiva iz porodice pečurki (Agaricaceae). 

## Opis
- Klobuk šarene pečurke je širok od 5 do 15 centimetara, polukuglast, u sredini ravan, potom potpuno otvoren i malo ispupčen, tamnosmeđ, prema obodu svjetliji, u sredini gotovo crn, pokriven tamnosmeđim čehama koje su prema središtu gušće.
- Listići su gusti, prilično široki, najprije blijedoružičasti, zatim krasne crvenkaste boje i na kraju tamnosmeđi, gotovo crni.
- Stručak je visok od 5 do 15 centimetar, cilindričan, na bazi zadebljan, cjevasto šupalj, bijel i sjajan, na uzdužnom presjeku začas požuti, osobito na dnu, prilično visoko nalazi se bijeli viseći vjenčić koji na dodir požuti.
- Meso je bijelo ili malo žućkasto; osebujna žuta boja mesa vidi se na stručku, osobito pri dnu u gomoljastom zadebljanju; zadah je vrlo neugodan, sličan tinti.

## Stanište
Raste u skupinama na vlažnim šumskim terenima i po šumskim čistinama od lipnja do kraja rujna.  

## Upotrebljivost
Šarena pečurka je otrovna. Međutim, treba napomenuti da postoji mnogo ljubitelja gljiva koji uporno tvrde da tu vrstu i njen bijeli oblik jedu bez ikakvih posljedica. Teška otrovnica svakako nije, ali nekim ljudima može naškoditi.

## Sličnosti
Šarena pečurka pripada grupi otrovnih gljiva iz roda Agaricus s osebujnim zadahom sličnom tinti i žuto obojenom mesu na uzdužnom presjeku stručka osobito na gomoljastom zadebljanju. Sve ostale pečurke su jestive i, ako se pazi na navedene značajke, nema opasnosti od zamjene s jestivim pečurkama. 

## Slike
|  |  |  |  |  |
|  |  |  |  |  |